# Тори ди Квартезоло
Тори ди Квартезоло (итал. Torri di Quartesolo) је насеље у Италији у округу Виченца, региону Венето.
Према процени из 2011. у насељу је живело 8522 становника. Насеље се налази на надморској висини од 27 м.

## Становништво
Према резултатима пописа становништва 2011. у општини је живело 11.755 становника.
| 1931. | 1936. | 1951. | 1961. | 1971. | 1981. | 1991. | 2001.  | 2011.  |
| ----- | ----- | ----- | ----- | ----- | ----- | ----- | ------ | ------ |
| 3.387 | 3.328 | 3.523 | 3.538 | 5.055 | 8.139 | 9.844 | 10.981 | 11.755 |